# 구토공포증
구토공포증(嘔吐恐怖症, Emetophobia)은 자신 또는 타인이 구토하는 것에 대해 강박적으로 공포를 느끼는 상태를 말한다. 공황 장애의 일종으로 간주되고 있다. 불안 신경증이나 우울증을 동반한 예도 보인다.

## 같이 보기
- 대인 공포증
- 공포증 목록
- 결벽증